# Medal „Thorunium”
Medal „Thorunium” – nagroda przyznawana przez prezydenta miasta Torunia w uhonorowaniu zasług dla miasta. Medal „Thorunium” to posrebrzany krążek o średnicy 90 mm, na którego rewersie znajduje się herb miasta widoczny również na bramie ratusza staromiejskiego oraz zwój papirusu z miejscem przeznaczonym na grawerunek napisu dedykacyjnego. Na awersie w centralnym punkcie znajduje się gotyckie okno, za którym wygrawerowano symbol układu heliocentrycznego, panoramę Torunia oraz napis „Thorunium”. Autorką projektu medalu jest artystka Alicja Majewska.

## Wyróżnieni
2001
- Geofizyka Toruń
- Oddział Toruń Zakładu Gazowniczego w Bydgoszczy
- Toruńskie Zakłady Materiałów Opatrunkowych
- Wojewódzki Fundusz Ochrony Środowiska i Gospodarki Wodnej w Toruniu

2002
- Jacek Błażejewski
- Reinhard Caspari
- prof. Jan Kopcewicz
- gen. Andrzej Piotrowski
- Marek Rubnikowicz
- Tadeusz Zakrzewski
- IV Liceum Ogólnokształcące im. Tadeusza Kościuszki w Toruniu
- Caritas Diecezji Toruńskiej
- „Nadwiślanka” SA w Toruniu

2003
- Andrzej Fiałek
- prof. Jacek Staszewski

2004
- Lucjan Broniewicz
- nadbrygadier Zygmunt Politowski
- Zespół Pieśni i Tańca „Młody Toruń”

2005
- Benon Frąckowski
- Per Jonsson
- prof. Jan Tajchman
- Aeroklub Pomorski
- Polskie Radio Pomorza i Kujaw (Radio PiK)
- Teatr „Baj Pomorski”

2006
- ks. Daniel Adamowicz
- Henryk Giza
- ks. prałat Stanisław Kardasz
- Władysław Kozioł
- Jolanta Krawczyk
- Roman Kuczkowski
- ks. Marek Rumiński
- Krystyna Szalewska-Gałdyńska
- dr Jerzy Wieczorek
- prof. Mieczysław Wojciechowski

2007
- prof. Józef Flik
- Janina Gardzielewska
- Jarosław Józefowicz
- Bogdan Hołownia
- Mieczysław Ramlo
- Sławomir Wierzcholski

2008
- Angel Tellechea Goyena
- Mariusz Lubomski
- Zofia Melechówna
- Krzysztof Penderecki
- Wiesław Szurmiej
- Książnica Kopernikańska w Toruniu

2009
- dr Kazimierz Bryndal
- Magdalena Cynk-Mikołajewska
- Elżbieta Dzikowska
- Czesław Jarmusz
- prof. Krzysztof Mikulski
- Antoni Słociński
- Chór Kameralny Astrolabium
- Izba Przemysłowo Handlowa
- Toruńska Orkiestra Symfoniczna

2010
- Marian Frąckiewicz
- Roman Grucza
- prof. Roman Stanisław Ingarden
- Barbara Królikowska-Ziemkiewicz
- Bogdan Major
- dr Adam Marszałek
- Egidius Meilunas
- Zbigniew Mikielewicz
- prof. Mieczysław Ziomek
- Cech Rzemiosł Różnych i Przedsiębiorczości
- Fundacja Generał Elżbiety Zawackiej
- Region Toruńsko-Włocławski NSZZ „Solidarność”

2011
- ks. prof. Jerzy Bagrowicz
- Jerzy Brzuskiewicz
- Henryk Miłoszewski
- dr Kazimierz Przybyszewski
- Włodzimierz Rudziński
- Michał Staśkiewicz
- Paweł Wakarecy
- Dorota Zawacka-Wakarecy

2012
- Zygmunt Chlebowski
- prof. Marian Filar
- prof. Jan Głuchowski
- Jerzy Karpiński
- dr Nikodem Pręgowski
- Stanisław Rakowicz
- prof. Wiesław Smużny
- BUDLEX S.A.
- Orkiestra Garnizonu Toruń

2013
- Andrzej Glonek
- Dariusz Kowalski
- prof. Ryszard Łaszewski
- Janina Mazurkiewicz
- Konsorcjum STRABAG Sp. z o.o. STRABAG AG (Spittal)
- Towarzystwo Miłośników Torunia

2014
- Marek Czarnecki
- Aneta Jadowska
- ks. Marek Karczewski
- Michał Kwiatkowski
- st. bryg. Kazimierz Stafiej
- Alojzy Szczupak
- Wolfgang Meyer
- Chór Akademicki Uniwersytetu Mikołaja Kopernika
- Galeria i Ośrodkek Plastycznej Twórczości Dziecka
- Stowarzyszenie Pomocy Szkole
- Toruński Uniwersytet Trzeciego Wieku

2015
- Fernando Martín Menis
- Paweł Piotrowiak
- Urszula Polak
- Agata Rożankowska
- Wojciech Sobieszak
- prof. Tomasz Szlendak
- Barbara Wachowicz
- Jan Ząbik
- Kujawsko-Pomorska Okręgowa Izba Lekarska

2016
- Jacek Beszczyński
- prof. Wiesław Domasłowski
- Wiesław Janowski
- Kacper Nowak – Steve Nash
- Marek Wachnik
- Telewizja Toruń
- Zespół Szkół Muzycznych im. Karola Szymanowskiego

2017
- Emilia Betlejewska
- prof. dr hab. Grzegorz Goździewicz
- prof. Jan Łopuski
- prof. Janusz Małłek
- Lucyna Sowińska
- Tomasz Wasilewski
- Fundacja Ducha na Rzecz Rehabilitacji Naturalnej Ludzi Niepełnosprawnych
- Stowarzyszenie Historyków Sztuki – oddział Toruń
- Teatr Muzyczny „Mała Rewia”

2018
- Alicja Bogacka
- Elżbieta Glura
- dr Cecylia Iwaniszewska
- Roman Kłosowski
- Czesław Krzyżykowski
- Sebastian Mikołajczyk
- Ryszard Olszewski
- kpt. Zbigniew Sulatycki
- Irena Szewińska
- prof. Zbigniew Witkowski
- Centrum Szkolenia Artylerii i Uzbrojenia
- Młodzieżowa Spółdzielnia Mieszkaniowa
- Nowości – Dziennik Toruński
- Oratorium im. bł. Bronisława Markiewicza

2019
- hm. Artur Majerowski
- Justyna Morzy
- Joachim Sterr
- Sławek Uniatowski
- Centrum Popularyzacji Kosmosu Planetarium Toruń
- Muzeum Etnograficzne im. Marii Znamierowskiej-Prüfferowej w Toruniu
- Radio Gra

2020
- Zbigniew Branach
- Katarzyna Kafka Jaworska
- Maria Biedermann Kowalewska
- st. bryg. Sławomir Paluszyński
- prof. Andrzej Tretyn

2021
- prof. Bogusław Buszewski
- Przemysław Fiugajski
- Izabela Miłoszewska
- Andrzej Przybysz
- dr Marian Ptaszyk
- Edyta Urtnowska

2022
- Ewa Kurczewska
- prof. dr. hab. Tomasz Szubrycht
- Grażyna Śmiarowska
- Fundacja Tumult
- Polskie Towarzystwo Miłośników Astronomii – Oddział w Toruniu
- Wyższa Szkoła Bankowa w Toruniu

2023
- mjr Ireneusz Bandura
- prof. dr hab. Stanisław Dembiński
- Zbigniew Fiderewicz
- prof. dr hab. Alicja Majewska
- Krystian Pesta
- prof. Wojciech Polak
- Volker Schlöndorff
- Michał Targowski
- Jarosław Więckowski
- Fundacja Światło
- Stowarzyszenie „Integracja i Współpraca”
- Toruńskie Stowarzyszeniu Żeglarzy Morskich
- Zespół Taneczny MIX